# Pseudagrion kibalense
Pseudagrion kibalense là một loài chuồn chuồn kim thuộc họ Coenagrionidae. Loài này có ở Angola, Cộng hòa Trung Phi, Cộng hòa Congo, Cộng hòa Dân chủ Congo, Guinea Xích Đạo, Gabon, Kenya, Uganda, Zambia, và Zimbabwe. Môi trường sống tự nhiên của chúng là rừng ẩm vùng đất thấp nhiệt đới hoặc cận nhiệt đới và sông ngòi.